# Thomson Andrews
Thomson Andrews (nacido el 25 de septiembre de 1987 en Bombay, India) es un cantante R & B y compositor indio. Recibió formación en la música indostaní clásico de Pandit Krishna Bhatt. Además de actuar en directo,  también interpreta temas musicales para jingles y películas en hindi y tamil.

## Carrera
Thomson ganó un concurso de talentos en 2007. Actuó con varias bandas y agrupaciones corales en Mumbai y en el extranjero durante varios años, mientras trabajaba en el sector empresarial y en las escuelas como profesor de música. Thomson comenzó en el bollywood, cantando coros para  películas como en "Jhootha Hi Sahi" (2010), "D-Day" y en la banda sonora del 2013 en la película "Bhaag Milkha Bhaag", bajo la dirección de reconocidos directores de música como Shankar-Ehsaan-Loy, así como para MTV Coke Studio (India) de temporada 2. Al año siguiente graba su próximo tema musical titulado "Shehar Mera" para la película "One By Two", que lo lanzó en enero del 2014. Thomson también interpretó un tema musical titulado "Rumani", junto a la cantante Shalmali Kholgade, para ser interpretada para una película titulada "Akaash Vani". Aparte de las producciones de Bollywood, también ha cantado con el director musical, M. Ghibran, con la canción titulada "Saridhaana Saridhaana" para la película Tamil titulada "Amara Kaaviyam".
Thomson lanzó su próximo single debut titulada,  People Ain’t Things, en abril de 2014.